# Fullmetal Alchemist: Dream Carnival
Fullmetal Alchemist: Dream Carnival (鋼の錬金術師ドリームカーニバル?, Hagane no renkinjutsushi: Dorīmu Kānibaru) è un picchiaduro pubblicato per PlayStation 2 basato sulla serie anime e manga Fullmetal Alchemist. Il videogioco è stato pubblicato dalla Bandai ed è stato pubblicato il 26 agosto 2004 in Giappone.
La storia del gioco ruota intorno ad un torneo di combattimenti in cui si partecipa a coppie. I partecipanti hanno la possibilità di utilizzare sia armi sia abilità alchemiche durante la lotta. I personaggi principali del gioco sono Edward Elric, Alphonse Elric e Roy Mustang.
Fullmetal Alchemist: Dream Carnival utilizza grafica cel-shading per i modelli dei personaggi.

## Personaggi
- Edward Elric
- Alphonse Elric
- Winry Rockbell
- Lust
- Gluttony
- Scar
- Roy Mustang
- Riza Hawkeye
- Alex Louis Armstrong
- Maes Hughes

Personaggi segreti
- Greed
- Wrath
- Izumi Curtis
- Pride

Personaggi non giocabili
- Envy